# Grundelbach (Weschnitz)
Der Grundelbach ist ein – mit seinem wenig längeren rechten Quellast Kundenbach gerechnet – knapp elf Kilometer langer linker Zufluss der Weschnitz im Odenwald.

## Name
Den Namen erhielt der Grundelbach von den kleinen Fischen, die Grundeln heißen. Der Bach war Namensgeber für die kurzlebige Gemeinde Grundelbachtal, die im Vorfeld der Gebietsreform in Hessen 1971 aus dem Zusammenschluss der ehemals selbständigen Gemeinden Unter-Flockenbach und Gorxheim gebildet wurde. 1972 ging die Gemeinde Grundelbachtal zusammen mit Trösel in der Gemeinde Gorxheimertal auf.

## Geographie

### Verlauf
Der Grundelbach entspringt im Süden des Vorderen Odenwalds in der Gemeinde Heiligkreuzsteinach südöstlich des Daumbergs und am Waldrand nördlich des Dorfes Hilsenhain (410 m ü. NHN). Von dort fließt er zunächst nach Nordwesten und erreicht nach etwa hundert Metern die Grenze zu Hessen und zu dessen Gemeinde Gorxheimertal. Mit starkem Gefälle kerbt er sich in ein Waldtal ein und erreicht nach rund eineinhalb Kilometer Talweg in Trösel (261 m ü. NHN) von rechts seinen ersten namhaften Zufluss, den Kundenbach. Dieser hat vom Waldskopf (538 m) bis zum Zusammenfluss einen Weg von rund zwei Kilometer hinter sich und ein etwa doppelt so großes Teileinzugsgebiet wie der linke Namens-Quellast des Grundelbachs und wird von manchen als der eigentliche Oberlauf des Grundelbachs angesehen. Bei Trösel wendet sich der Grundelbach nach Westen und empfängt dann von Norden eine ganze Reihe kurzer Seitenbäche. Von Süden kommen auch zwei etwas längere Zuflüsse dazu, der Michelbach und der Gängelbach, die beide ihr Quellgebiet am Nordhang des Eichelbergs (524,9 m) haben. Nach dem Durchqueren der Gemarkungen Unter-Flockenbach und Gorxheim verlässt der Grundelbach wieder hessisches Gebiet. Er erreicht das Müllheimer Tal, ein tief eingeschnittenes schmales Waldtal, in dem der kleinste der fünf Teile der Weinheimer Kernstadt liegt. Vor dem Weinheimer Schloss biegt der Bachlauf nach Norden ab und mündet, unter der Grundelbachstraße kanalisiert, rund 1000 Meter weiter nördlich in die Weschnitz.

### Einzugsgebiet
Der Grundelbach entwässert 27,7 km² des Vorderen Odenwalds etwa westwärts zur Weschnitz. Ihr Einzugsgebiet grenzt im Norden an das des nahen, etwas oberhalb und fast parallel zu ihr zur Weschnitz fließenden Kallstädter Bachs. Der sich von der Wachenburg (315 m ü. NHN) über der Mündung bis zum Waldskopf (538 m ü. NHN) ziehende Bergrücken vor diesem Nachbarbach ist deshalb recht schmal und die Zuflüsse zu ihm von dieser Seite eher kurz. Die Ostgrenze des Einzugsgebietes etwa von Waldskopf und Hohberg (531 m ü. NHN) im Nordosten bis zur Südostecke nahe beim Wildeleutstein (522 m ü. NHN) trennt vom Entwässerungsgebiet der oberen, südwärts zum Odenwaldneckar fließenden Steinach. Anschließend läuft die Wasserscheide über den Wildeleutstein, den Eichelberg (525 m ü. NHN) und den Sattel der Ursenbacher Höhe westlich bis zum Steinberg (429 m ü. NHN) bei Oberflockenbach und scheidet vom Einzugsgebiet des Kanzelbachs, der schon außerhalb des Odenwaldes ebenfalls noch dem Neckar zufließt. Von diesem Steinberg bis zurück zur Mündung zieht die Wasserscheide dann nordwestlich über zuletzt Goldkopf (324 m ü. NHN) und Geiersberg (340 m ü. NHN) bis in die Weinheimer Innenstadt zur Mündung; auf der anderen Seite läuft ein Büschel von Bächen westwärts aus dem Odenwald zum Landgraben, der der Weschnitz nach langen Parallellauf erst weit abwärts zumündet.
Ein großer Teil des Einzugsgebietes ist bewaldet, jedoch zieht sich von Trösel an ein nur selten aussetzendes, dünnes Siedlungsband dem Bach entlang. Auch an den großen linken Zuflüssen gibt es einiges am Besiedlung, die hier auch mehr auf die Hänge ausgreift.

### Zuflüsse
Liste der Zuflüsse und  Seen von der Quelle zur Mündung. Gewässerlänge, Einzugsgebiet und Höhe nach den entsprechenden Layern auf der Onlinekarte der LUBW. Andere Quellen für die Angaben sind vermerkt.
Auswahl.
Ursprung des Grundelbachs auf ca. 410 m ü. NHN nördlich von Heiligkreuzsteinach-Hilsenhain in der Finsterklinge kurz vor der Landesgrenze nach Hessen.
- Kundenbach[2], von rechts und Nordosten, 2,0 km und 2,0 km².
- (Bach aus der Frohnklingen), von rechts und Norden, 2,0 km.
- Michelbach, von links und Südsüdwesten, 3,7 km und 4,0 km².
- (Bach aus der Wollenklingen), von rechts und Nordosten, 1,5 km.
- Gängelbach, von links und Südsüdosten, 3,2 km und 4,8 km².
- Kunzenbach, von links und Südsüdwesten, 1,7 km.
- Buchklinger Graben, von rechts und Nordosten, 2,1 km und 0,9 km².

Mündung des Grundelbachs von links und zuletzt Süden auf ca. 128 m ü. NHN unter der Flussbrücke der Grundelbachstraße in Weinheim in die Weschnitz. Der Bach ist 10,5 km lang und hat ein  27,7 km². großes Einzugsgebiet.

### LUBW
Amtliche Online-Gewässerkarte mit passendem Ausschnitt und den hier benutzten Layern: Lauf und Einzugsgebiet des Grundelbachs

Allgemeiner Einstieg ohne Voreinstellungen und Layer: Daten- und Kartendienst der Landesanstalt für Umwelt Baden-Württemberg (LUBW) (Hinweise)
1. 1 2 3 4  Höhe nach dem Höhenlinienbild auf dem Hintergrundlayer Topographische Karte oder dem Digitalen Geländemodell.
2. 1 2 3  Länge nach dem Layer Gewässernetz (AWGN).
3. 1 2  Einzugsgebiet nach dem Layer Aggregierte Gebiete 05.
4. ↑  Einzugsgebiet nach dem Layer Basiseinzugsgebiet (AWGN).